# LARS自走ロケット弾発射機

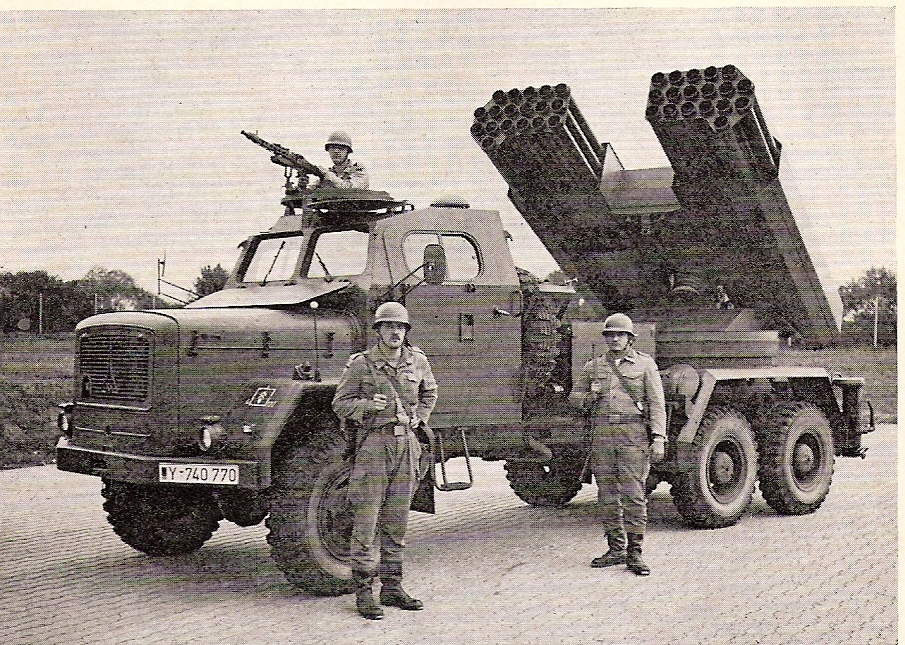
マギルス製トラックを台車とした、LARS1

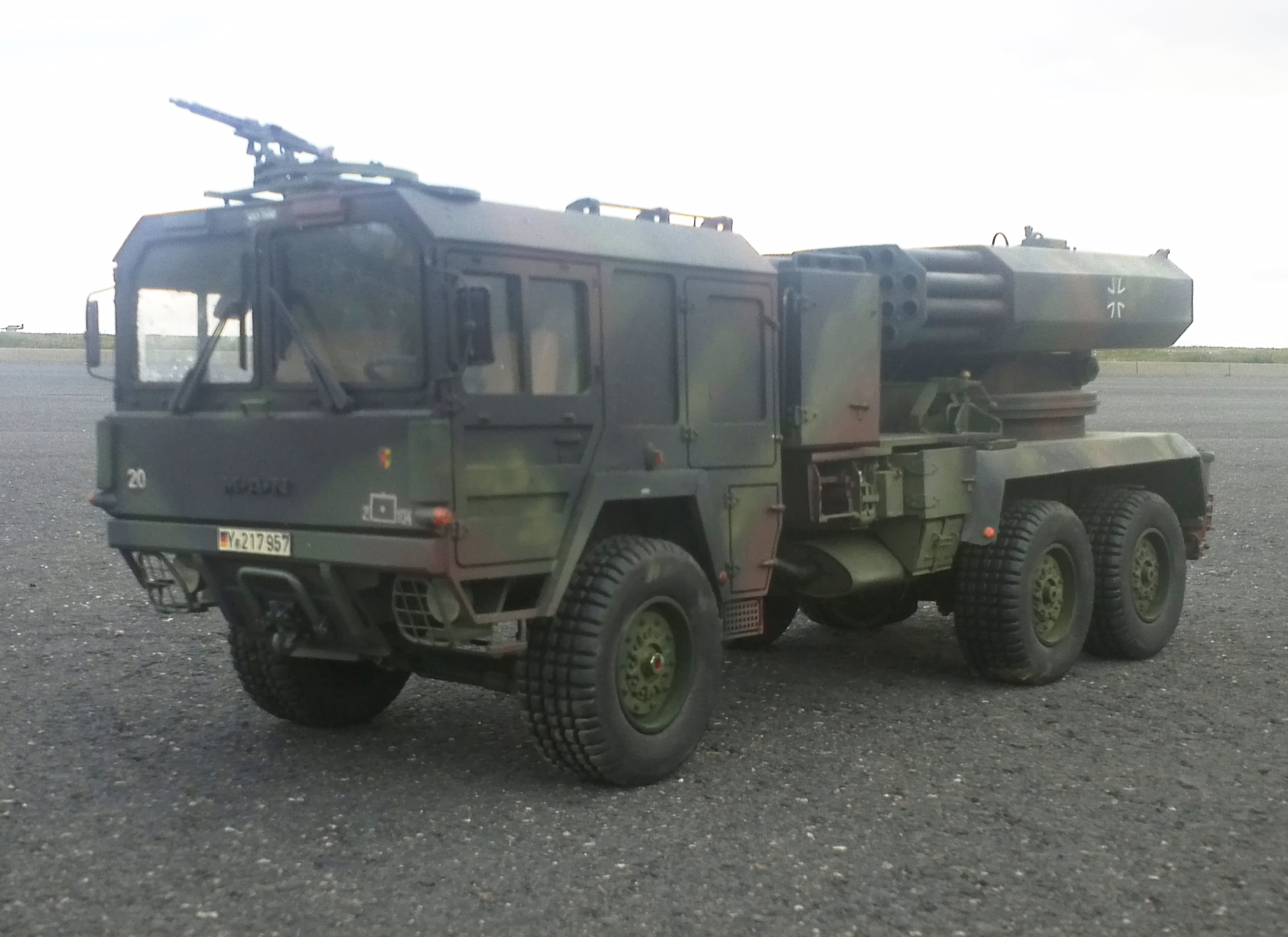
MAN製トラックを台車とした、LARS2

LARS（ドイツ語: Leichtes Artillerieraketensystem、軽砲兵ロケットシステムの意）は、西ドイツの多連装ロケットランチャー搭載車両。指定された標的に対する火力の高速集中を目的に設計された。
ロケット砲は110mm口径で、18連装2基で36連装、最大射程14kmになっており、初期は軽装甲のマギルス6x6トラックに搭載されていた。
1969年に配備され始め、1980年代からはトラックをMANの物に代え、砲撃制御を改善したLARS2が製造された。1998年に退役し、M270に置換された。

## 註
1. ↑  Armyrecognition.com LARS 110 SF 1 Système lance roquette multiple sur camion
2. ↑  Armyrecognition.com LARS 110 SF 2 Système lance roquette multiple sur camion
3. ↑  110 mm Light Artillery Rocket System (LARS) rockets - Jane's Ammunition Handbook